# حزب مام میهن (ترکیه)
حزب مام میهن ترکیه (به ترکی استانبولی: Anavatan Partisi که به اختصار ANAVATAN و قبلاً ANAP گفته می‌شد) یکی از احزاب سیاسی ترکیه است که در سال ۱۹۸۳ توسط تورگوت اوزال پایه‌گذاری شد. این حزب در اکتبر ۲۰۰۹ در حزب دموکرات ادعام شد اما در سپتامبر ۲۰۱۱ مجدداً مستقل شد.